# Jacobus Groenewoud
Jacobus 'Jaap' Groenewoud (Amsterdam, 8 november 1916 – Arnhem, 19 september 1944) was een Nederlandse militair en ridder in de Militaire Willems-Orde. Hij sneuvelde tijdens de Slag om Arnhem.

## Biografie
Jacobus (Jacob) Groenewoud groeide op in de Indische Buurt in Amsterdam-Oost, alwaar hij zowel de 3-jarige als 5-jarige HBS met succes doorliep. In februari 1934 trad Jacobus in dienst bij de Holland Africa Line Agency in Amsterdam. In 1935 werd hij afgekeurd voor de militaire dienst vanwege zijn slechte ogen. In juli 1938, voor de oorlog uitbrak, emigreerde hij naar Zuid-Afrika, alwaar hij werkzaam was bij de Holland Africa Line Agency tot maart 1940. Na de Duitse inval op 10 mei 1940 meldde hij zich bij de Nederlandse gezant in Pretoria aan voor de militaire dienst bij het KNIL in Nederlands Indië. In september 1941 werd hij alsnog goedgekeurd voor de militaire dienst. Januari 1942 vertrok hij met andere Zuid-Afrikanen van Nederlandse afkomst naar Groot-Brittannië om daar de militaire opleiding te volgen. In Engeland aangekomen werden zij ingedeeld bij het eerste bataljon van de Prinses Irene Brigade. De Zuid-Afrikanen stonden daar bekend als de "Zuid-Afrikaanse" of "Springbokken"-compagnie. Onder de Nederlandse leeuw mochten zij een oranjekleurig springbokembleem dragen.
Jacob Groenewoud werd al snel geselecteerd voor de opleiding tot reserveofficier en werd als luitenant gedetacheerd bij diverse Britse eenheden. Vervolgens gaf hij zich op als vrijwilliger voor bijzondere opdrachten in bezet gebied en werd hij samen met de luitenants Henk Brinkgreve, Arie Bestebreurtje en Jaap Staal door de SOE en het OSS opgeleid tot "Jedburgh-officier".

## Slag om Arnhem
Groenewoud werd toegevoegd aan de Britse 1e Luchtlandingsdivisie die in het kader van operatie Market Garden op 17 september 1944 zou landen bij Arnhem. Hij was commandant van het Jedburgh-team 'Claude' dat verder bestond uit de Amerikaanse kapitein Harvey Allan Todd en sergeant Carl Alden Scott. In verband met deze missie werd hij op 14 september bevorderd tot tijdelijk kapitein en het Jedburgh-team 'Claude' werd toegevoegd aan de staf van de eerste parachutistenbrigade die op de eerste dag zou landen.
Het Jedburghteam had de volgende opdracht:
- assisteer de commandant van het RASC peloton teneinde transport te verwerven in Heelsum;
- verkrijg van alle beschikbare transportmiddelen in Arnhem;
- win zo veel mogelijk inlichtingen omtrent de vijand in;
- verzamel alle Duitsers en pro-nazi's in het gebied;
- vermijd dat burgers de gevechtszone binnenkomen;

Het team zou onder bevel komen te staan van de stadscommandant kolonel H. Barlow zodra Arnhem volledig bezet was.
Op 17 september landde Groenewoud met de rest van de 1e parachutistenbrigade bij Wolfheze. Samen met de brigadestaf volgde hij het 2e parachutistenbataljon van luitenant kolonel John Frost en bereikten zij 's avonds de Rijnbrug bij Arnhem. Op 18 september bleken de Britse eenheden bij de brug te zijn afgesneden van de rest van de divisie en bleken de radio's ook niet adequaat te werken. Op 19 september 1944, sneuvelde Jacobus Groenewoud toen hij de omsingeling wilde doorbreken om contact te maken met de rest van de divisie. De Britse majoor Tony Hibbert van de eerste parachutistenbrigade had na de oorlog een rapport opgesteld waarna Jacob Groenewoud werd voorgedragen voor een postume onderscheiding.
Op 27 juli 1945 werd hij postuum geëerd met het ridderkruis vierde klas van de Militaire Willems-Orde wegens: Zeer veel moed en beleid getoond bij de landing bij ARNHEM op 17 september 1944 door als commandant van een sectie infanterie door te dringen in een Duits hoofdkwartier en aldaar zeer belangrijke stukken, onder andere het vernielingsplan van de havens van Rotterdam en Amsterdam in beslag te nemen. Na hiervan te zijn teruggekeerd en met eenige Britsche troepen van de hoofdmacht afgesneden te zijn, zich vrijwillig ter beschikking gesteld om door de sterke linie te trachten door te breken teneinde het verbroken contact te herstellen. Bij die poging gesneuveld.
In 1974 werd Jacob Groenewoud door de Britten gedecoreerd met een "mention in despatches".
Jacob Groenewoud ligt begraven op de Airborne War Cemetery in Oosterbeek, plot XX (B) graf 12. Een gedeelte van de Rijnkade, tegenover de John Frostbrug, is jaren geleden reeds omgedoopt in het Jacob Groenewoudplantsoen. Op deze plek is er een informatiecentrum over de Slag om Arnhem. Bezoekers kunnen gratis voorwerpen bekijken en naar verhalen luisteren die te maken hebben met de slag om Arnhem. Ook met behulp van een 3D-presentatie kunnen bezoekers de landingen van de parachutisten, de opmars naar de brug, de nederlaag van de Britten en de vluchtelingenstroom die op gang kwam in Arnhem virtueel meemaken. 

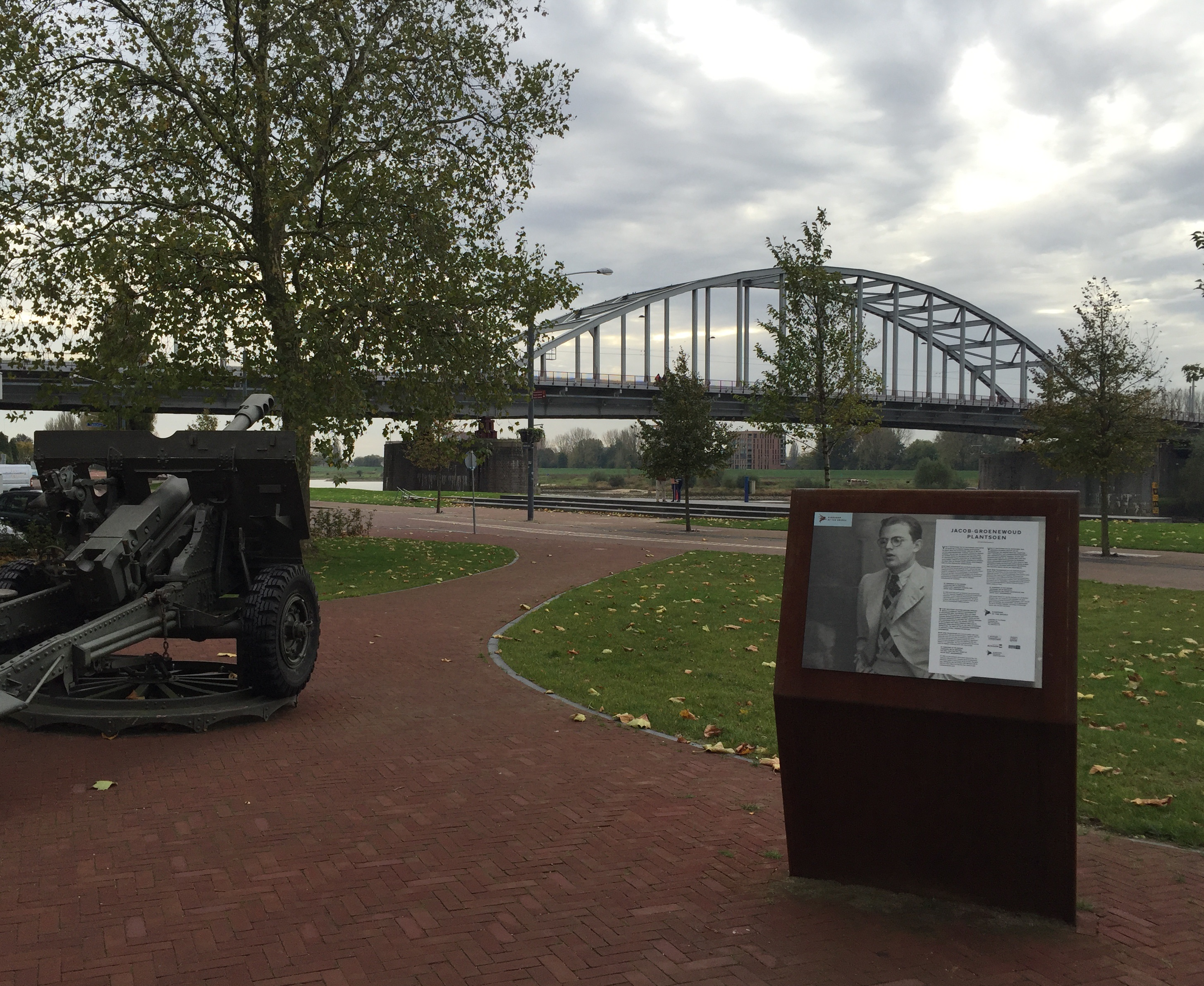
Airbornemonument op het Jacob Groenewoudplantsoen
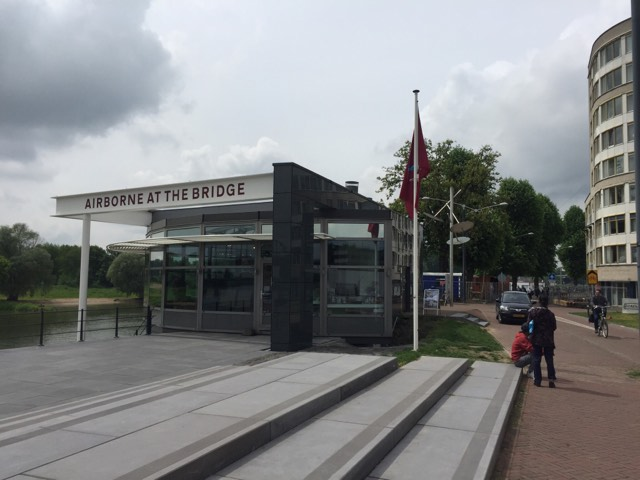
Airborne at the Bridge